# 侯祥
侯祥（1430年—？），字元吉，直隸保定府易州人，明朝政治人物。同進士出身。

## 生平
順天府鄉試第二百十五名。天順八年（1464年）甲申科會試第四十七名，殿試登進士第三甲第十七名。

## 家族
曾祖侯得林。祖父侯玉。父亲侯巽。